# 백광현 (1932년)
백광현은 대구고등검찰청 검사장과 내무부 장관을 역임한 법조인이다.

## 생애
1957년 제8회 고등고시 사법과에 합격하여 검사에 임용된 백광현은  1981년 법무부 법무실장에 재직 중에 광주지방검찰청 검사장이 되어 1982년 부산지방검찰청, 1983년 대구고등검찰청에서 검사장으로 재직하였으며  1986년 법무연수원장에 임명되어 재직하였다. 노태우 정부 말기인 1992년 내무부 장관에 임명되어 선거 관리 업무를 하다 김영삼 정부 출범과 함께 서울에서 변호사를 개업하였다.